# Chelsea (Maine)
Chelsea és una població dels Estats Units a l'estat de Maine (EUA). Segons el cens del 2000 tenia 2.559 habitants.

## Demografia
Segons el cens del 2000, Chelsea tenia 2.559 habitants, 959 habitatges, i 701 famílies. La densitat de població era de 50,7 habitants per km².
Dels 959 habitatges en un 33,7% hi vivien nens de menys de 18 anys, en un 58,7% hi vivien parelles casades, en un 9% dones solteres, i en un 26,9% no eren unitats familiars. En el 20,4% dels habitatges hi vivien persones soles el 7% de les quals corresponia a persones de 65 anys o més que vivien soles. El nombre mitjà de persones vivint en cada habitatge era de 2,57 i el nombre mitjà de persones que vivien en cada família era de 2,93.
Per edats la població es repartia de la següent manera: un 24,2% tenia menys de 18 anys, un 6,7% entre 18 i 24, un 29,5% entre 25 i 44, un 28,1% de 45 a 60 i un 11,5% 65 anys o més.
L'edat mediana era de 39 anys. Per cada 100 dones de 18 o més anys hi havia 114,1 homes.
La renda mediana per habitatge era de 40.905 $ i la renda mediana per família de 44.688 $. Els homes tenien una renda mediana de 30.793 $ mentre que les dones 23.781 $. La renda per capita de la població era de 17.591 $. Entorn del 13,6% de les famílies i el 15,1% de la població estaven per davall del llindar de pobresa.